# Carl Gustaf Hjertsäll
Carl Gustaf Hjertsäll, född 17 juni 1804 i Säby, Jönköpings län, död 29 oktober 1874 i Kalmar, var en svensk handelsman och målare. 

## Biografi
Carl Gustaf Hjertsäll var gift med Carolina Christina Harms. Han började som handlare i Karlskrona men flyttade senare sin verksamhet till Kalmar. Han var vid sidan av sin verksamhet som handlare verksam som amatörmålare och målade med den då rådande borgerliga empirtraditionens detaljrika teckning och karaktäristik. Han målade porträtt och miljöbilder. Han var representerad vid Karlskronas konstförenings utställning 1917. Hjertsäll är representerad vid Blekinge museum i Karlskrona.